# Петру Леука
Петру Леука ((рум. Petru Leucă), нар. 19 липня 1990, Кишинів, Молдова) — молдавський футболіст, нападник.

## Клубна кар'єра
Професійну кар'єру розпочав у складі кишинівського «Бешикташа» в 2007 році, в складі «орлів» провів один зезон, зіграв 6 матчів та відзначився 1 голом. У 2008 році перейшов до столичної «Академія-УТМ», кольори якої захищав до 2011 року. У складі команди зіграв 67 матчів та відзначився 10-ма голами. В липні 2011 року на правах оренди перейшов до ПФК «Олександрії». Проте за головну команду олександрійців не зіграв жодного поєдинку, тому по завершенню осінньої частини чемпіонату повернувся до молдавського клубу.
Потім виступав у складі молдавських клубів «Мілсамі» та «Іскра-Сталь». З жовтня 2014 року захищав кольори клубу «Дачія» (Кишинів). За півроку до завершення контракту отримав пропозицію про продовження контракту, але переговори зайшли в глухий кут, тому в грудні 2015 року він залишив клуб. У жовтні 2016 року був на перегляді в болгарському клубі «Дунав», але до підписання контракту справа так і не дійшла.

## Кар'єра в збірній
Виступав за молодіжну збірну Молдови.
В складі національної збірної Молдови дебютував 14 лютого 2015 року в програному (1:2) товариському матчі проти Румунії в місті Аксу (Казахстан). Петру Леука вийшов на поле після завершення першого тайму, замість Георге Богю.